# Термюнтен
Термюнтен (нід. Termunten, нід. вимова: [tɛrˈmɵntə(n)]) — село в нідерландській провінції Гронінген. Входить до складу муніципалітету Емсделта.
Його площа становить 0,28км², а населення станом на 2021 рік складало 740 осіб.
Перша згадка про населений пункт датується 1224 роком.
До 1991 року мало статус окремого муніципалітету.

## Галерея

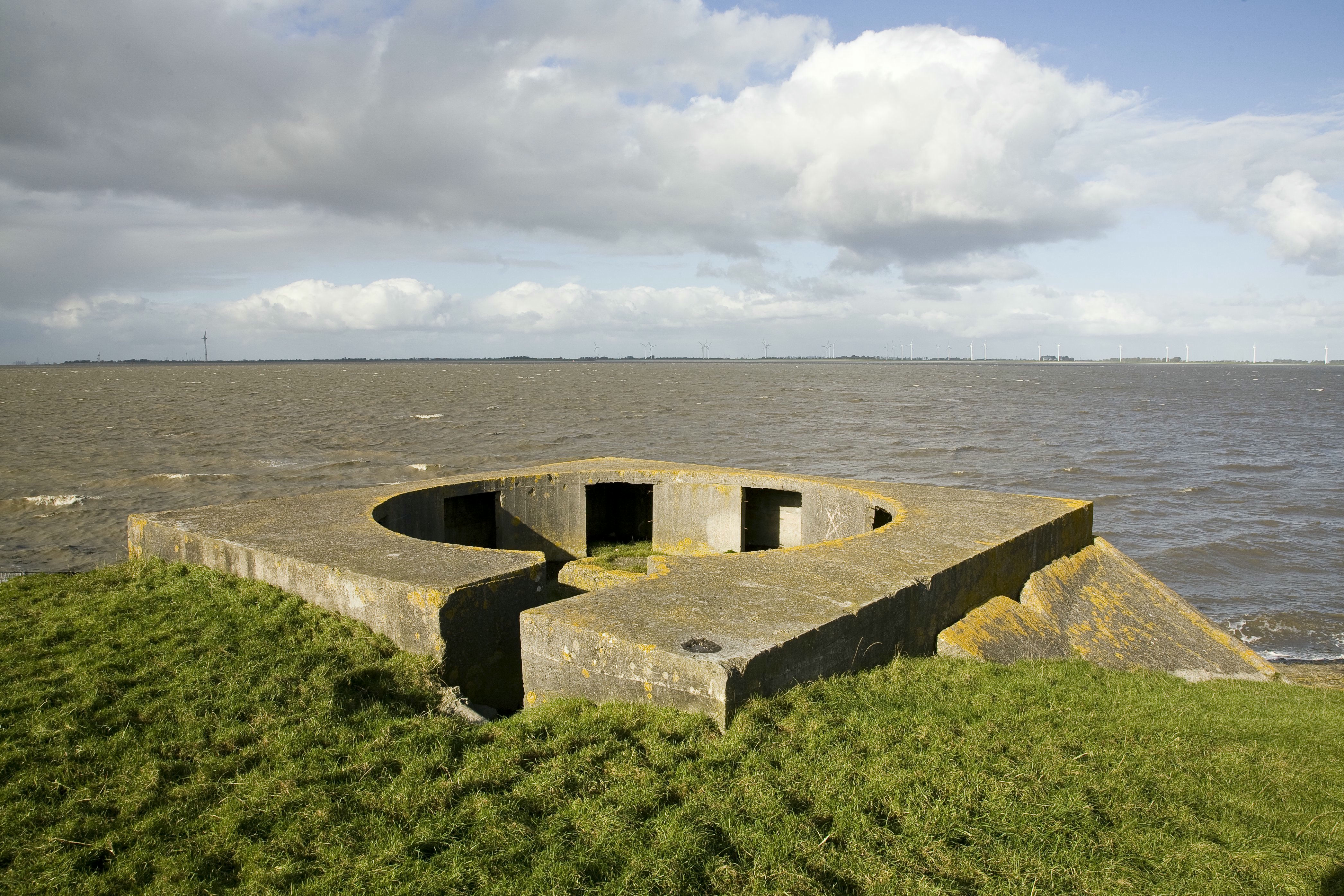
Залишки німецької позиції ППО часів Другої світової війни
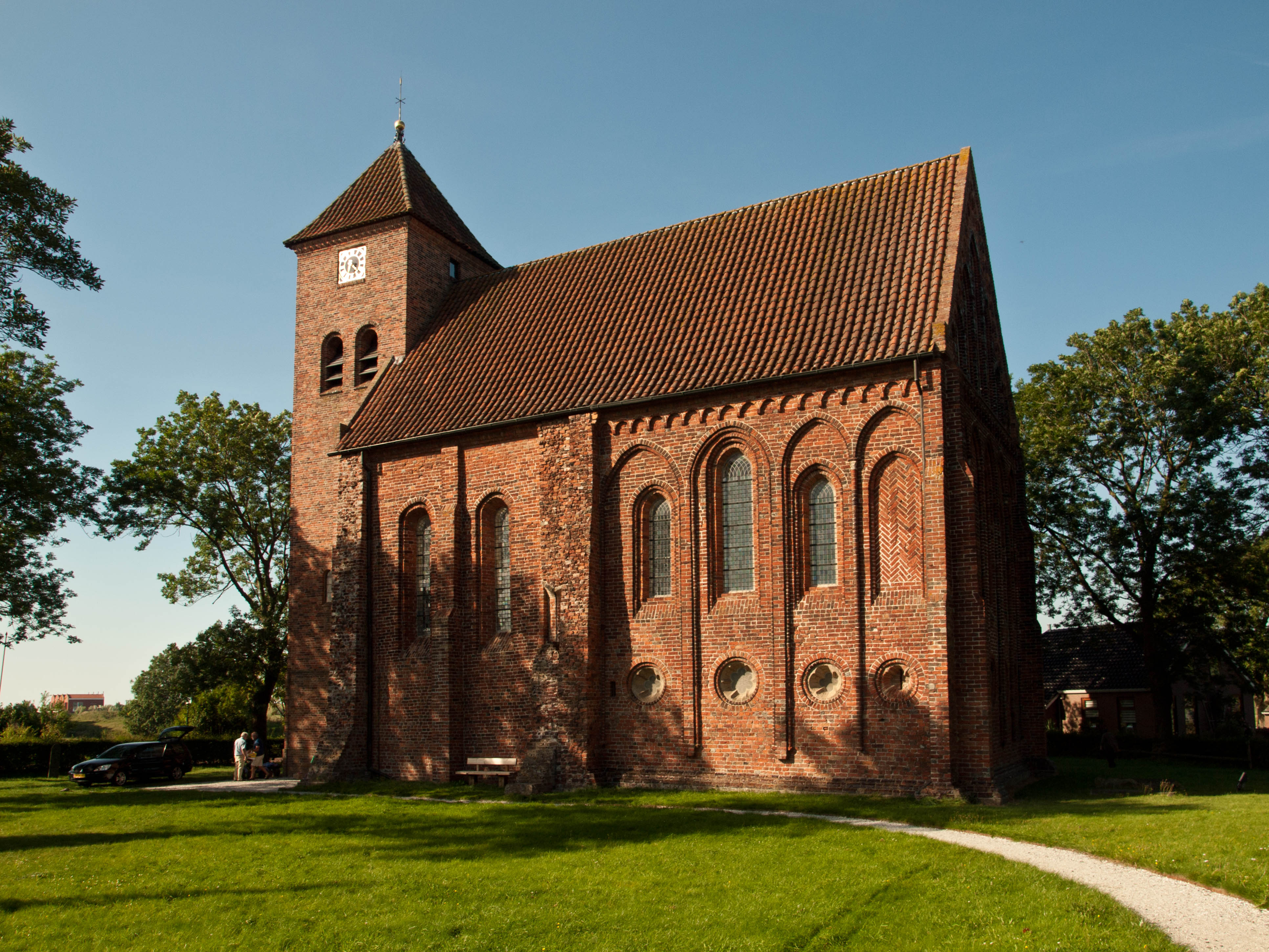
Церква
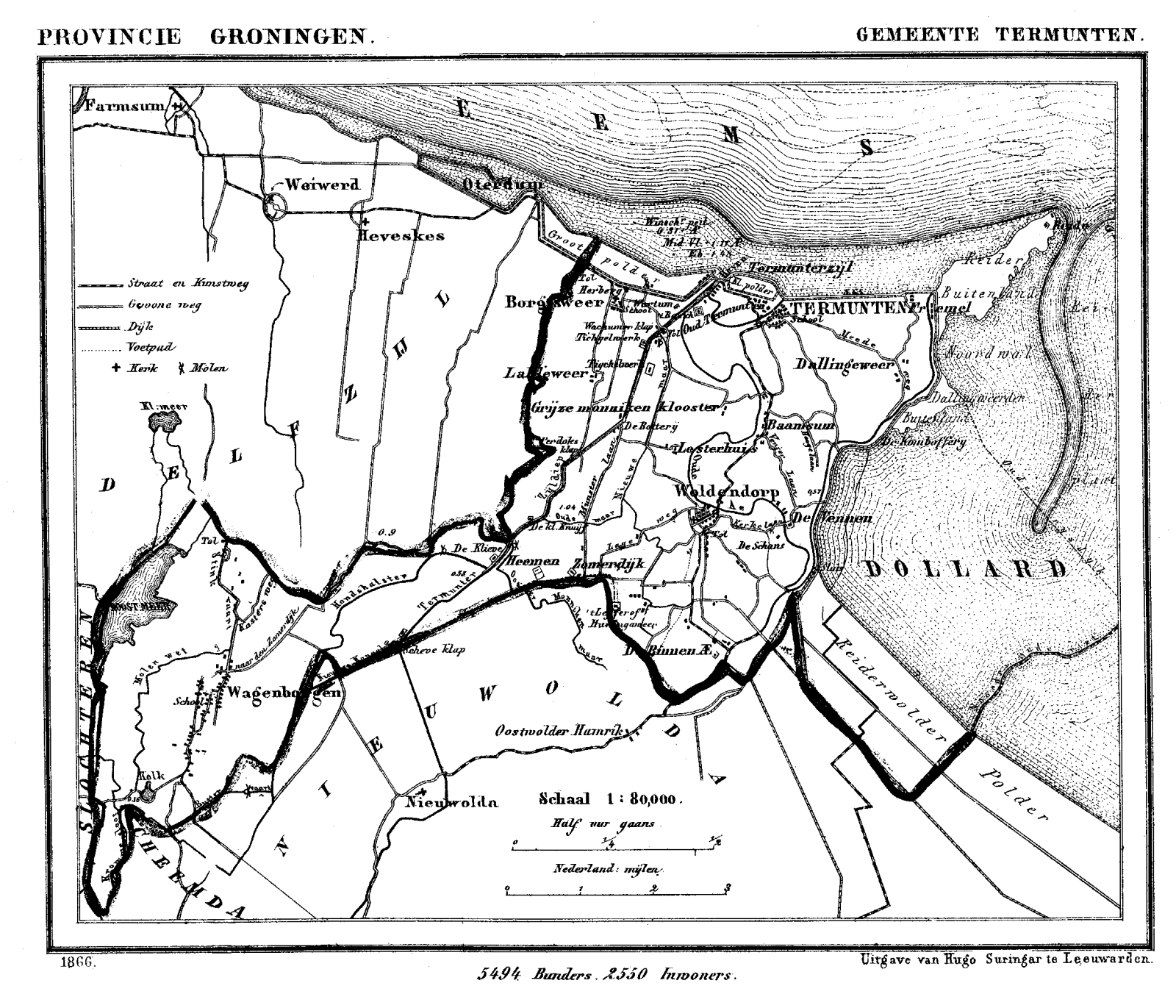
Карта Термюнтена (1868)
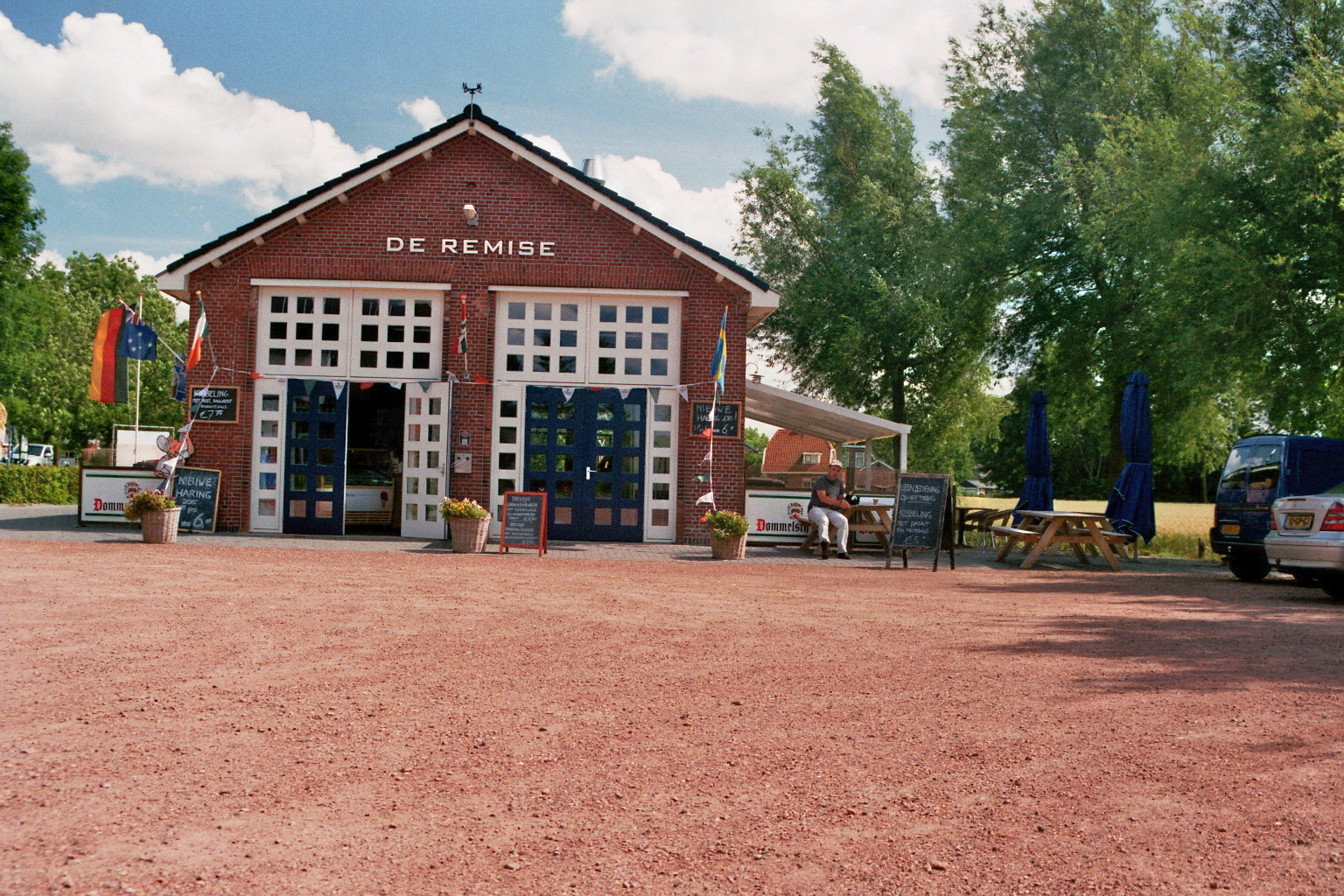
Ресторан у селі